# Sektor usługowy w Hiszpanii
Sektor usług w Hiszpanii – jeden z sektorów gospodarki Hiszpanii, grupujący wszystkie formy działalności, które wytwarzają usługi, a nie dobra materialne.

## Sektor usług
To bardzo ważny czynnik napędzający państwa wysoko rozwinięte. Elementy, które go tworzą to takie, z których funkcjonowania nie otrzymuje się dóbr materialnych. Przyczyniają się one do wzrostu produktu krajowego brutto (PKB). Są nimi: transport, edukacja, finanse, turystyka, polityka. Usługi tworzące ten sektor są świadczone przez ludzi lub przedsiębiorstwa dla innych przedsiębiorstw lub osób fizycznych. Usługi tworzące sektor trzeci mają za zadanie sprostać wymaganiom i potrzebom społeczeństwa. Są związane ze zdrowiem, edukacją, służbami bezpieczeństwa, administracją publiczną itp. Można podzielić je ze względu na rodzaj własności na: prywatne (zarządzane przez osoby fizyczne) i publiczne (nad którymi nadzór sprawuje państwo).
Usługi:
Poziom rozwoju państwa można wyznaczyć również w postaci ludności aktywnej zawodowo (jest to stosunek ludzi, którzy pracują w usługach do tych, którzy znajdują zatrudnienie w pierwszym i drugim sektorze). Kraje wysoko rozwinięte osiągają ponad 50% udziału społeczeństwa aktywnego zawodowo pracującego w sektorze usługowym. Wyróżnia się różne rodzaje rozwoju państwa, jedne wymagają większego nakładu pracy (np. administracja czy finanse) inne są natomiast wynikiem czynników naturalnych kształtujących daną dziedzinę (np. turystyka czy rozrywka). W przypadku podobnego uczestnictwa społeczeństwa pracującego w usługach pierwszy rodzaj jest bardziej rozwinięty ekonomicznie. Ponadto różnice w rozwoju można zaobserwować także na terenie tego samego państwa, gdyż jego poziom zmienia się w zależności od obszaru. Np. strefy w Hiszpanii, w których rozwinęła się turystyka to wybrzeża. Przeciwieństwem są obszary w centrum kraju, np. duże miasta i metropolie, w których obserwuje się rozwój takich dziedzin jak informatyka czy porady prawnicze.

## Typologia sektora trzeciego – usługowego
1. Ekonomiczny: tworzony jest przez usługi, które zajmują się zwiększaniem ilości zarabianych pieniędzy i ich zarządzaniem. Podsektory to: finanse, giełda, rynek, transport, komunikacja.
2. Dobrobytu społecznego: jest odpowiedzialny za poziom życia społeczeństwa. Zawiera elementy zarządzania edukacją, rozwojem kultury, zdrowiem i bezpieczeństwem.
3. Zarządzający: do jego zadań należy administracja organów politycznych, ekonomicznych, społecznych i kulturalnych. Zatrudnieni w tym sektorze to dyrektorowie i szefowie dużych przedsiębiorstw, zakładów komunikacyjnych i kontrolnych.

## Podział usług
1. Handel (proces cyrkulacji i obrotu towarowego; jest to kupno i sprzedaż dóbr materialnych).
  - – handel wewnętrzny – zachodzi w kraju.
  - – handel zagraniczny – z innymi krajami.
2. Transport (są to środki lokomocji, których używa się, by przetransportować ludzi lub rzeczy).
  - – transport lądowy (drogi, pociągi, rury, kable elektryczne).
  - – transport morski (statki).
  - – transport powietrzny (samoloty).
3. Turystyka (jest to proces podróżowania dla przyjemności).
  - – kulturowa – by poznać zwyczaje i kulturę innych krajów.
  - – ekologiczna – minimalizuje negatywny wpływ turystyki na stan środowiska.
  - – religijna – podróże do miejsc świętych.
  - – zdrowotna – by poprawić swoje zdrowie.
  - – sportowa – by ćwiczyć i uprawiać sport.
  - – wypoczynkowa – by zrelaksować się w miejscach do tego przeznaczonych.
  - – górska – aktywny wypoczynek w górach.
  - – wiejska – spędzanie czasu obcując z naturą.
  - – handlowa – podróżowanie z motywami biznesowymi.
4. Środki masowego przekazu (są to środki, za pomocą których mogą być przekazywane komunikaty do ludzi).
  - – telewizja – środek audiowizualny.
  - – radio – środek audio.
  - – prasa – środek wizualny.
  - – Internet – mieszanina środków przekazu.
  - – kino – środek audiowizualny.
5. Edukacja i służba zdrowia – mają na celu nauczanie, rozwój psychiczny i dbanie o zdrowie publiczne.

## Tercjalizacja gospodarki hiszpańskiej
Tercjalizacja: stopniowy proces przekształcania się gospodarki, który polega na rozwoju sektora usługowego przy jednoczesnej dekadencji sektora rolniczego i przemysłowego. Dzięki temu procesowi sektor usługowy ma największe zatrudnienie i wkład w PKB, który obecnie przekracza 65%.
Etapy tercjalizacji:
- Lata 1960–1973. Rolnictwo przestaje być sektorem wiodącym, dynamicznie rozwijający się przemysł zapewnia 7% wzrost gospodarczy.
- Lata 1973–1985. Kryzys obniżył wzrost gospodarczy do 2,7%. Nastąpiły zwolnienia w przemyśle, powodując przepływ siły roboczej do sektora usługowego.
- Od roku 1985. Ekspansja gospodarcza, ułatwiająca rozwój sektora trzeciego.

Przyczyny tercjalizacji:
- Wzrost poziomu życia: rozwój gospodarczy i wzrost dochodów powiększyły siłę nabywczą społeczeństwa powodując przyrost zapotrzebowania na usługi związane m.in. z kulturą, rozrywką czy sportem.
- Turystyka, filar sektora usługowego: popularyzacja turystyki spowodowała rozwój usług transportowych, hotelarskich czy restauratorskich.
- Wzrost usług publicznych: nauka, opieka zdrowotna, komunikacja itd.
- Uprzemysłowienie: pojawienie się usług przemysłowych umożliwiających sprawne funkcjonowanie firm (informatyka, rachunkowość, marketing).
- Zmiany na rynku pracy: przekształcenia gospodarcze spowodowały zmiany w ofertach pracy na korzyść sektora trzeciego. Co więcej wzrosła rola kobiet, które pobudziły nowe gałęzie gospodarki takie jak np. prowadzenie przedszkoli czy domów.

Podział przestrzenny usług w Hiszpanii jest zróżnicowany:
- Regiony o wyspecjalizowanych usługach skierowanych głównie do dużych firm: Madryt, Walencja, Kraj Basków, Andaluzja, Katalonia.
- Regiony turystyczne: Wyspy Kanaryjskie i Baleary, Katalonia, Andaluzja, Ceuta i Melilla.
- Regiony rolnicze lub przemysłowe z mało wyspecjalizowanymi usługami: Galicja, La Rioja, Kastylia-la Mancha.

## Handel
- [1] Handel zagraniczny w Hiszpanii – wymiana towarów między Hiszpanią a innymi państwami z całego świata. Wymiana towarów jest ważna ponieważ świadczy o rozwoju socjalnym i ekonomicznym kraju. Wskaźnikiem handlu zagranicznego jest bilans płatności (bilans handlu zagranicznego).
- a) Historia:
  - 1959 – otwarcie handlu hiszpańskiego na inne państwa, dzięki wprowadzeniu zasady wolnego rynku
  - 1993 – otwarcie granic ułatwia wymianę towarów i osób między krajami ówczesnej Unii Europejskiej
- b) Bilans handlu zagranicznego:
  -     1. Bieżące rozliczenie:
      - Bilans handlu – eksport i import towarów
      - Bilans usług – różnica między przychodem a rozchodem rozliczanym z pełnionych usług
      - Bilans dochodów – dochód rozliczany z wykonanej pracy i dokonanych inwestycji
      - Bilans przelewów – fundusze otrzymane z zagranicy oraz fundusze tam wydane

    2. . Rozliczenie kapitału – inwestycje zrealizowane dzięki otrzymaniu funduszy zagranicznych w Hiszpanii oraz z funduszy hiszpańskich w innych krajach
    3. . Rozliczenie finansowe – zbiór akcji i obligacji dokonywanych przez firmy, rząd, instytucje finansowe oraz rozliczenie Banku Centralnego
    4. . Rozliczenie błędów i niedopatrzeń – operacje nie zarejestrowane lub w trakcie których dokonano błędu.
- Jeśli państwo kupuje więcej niż sprzedaje jest zobligowany do zmniejszenia różnicy finansowej poprzez zaciągnięcie pożyczki. Jeśli sytuacja jest odwrotna może udzielać pożyczki innym krajom. Dlatego w przypadku ujemnego bilansu handlu i kapitału, państwo musi rejestrować nadwyżkę w bilansie finansowym.

Produkty importowane
- maszyneria ciężka, mechanika
- środki lokomocji
- paliwo i surowce energetyczne
- minerały i materiały syntetyczne
- produkty chemiczno-farmaceutyczne
- aparaty optyczne
- pojazdy
- mechanizmy eklektyczne
- owoce i warzywa
- materiały syntetyczne
- produkty ceramiczne
- meble, rękodzieła, obuwie
- c) Rozmieszczenie geograficzne handlu zagranicznego:
  - Cztery regiony na najwyższym poziomie wymiany towarów:
    - Kraje Unii Europejskiej
    - Europa Wschodnia i Azja
    - Ameryka Północna i Ameryka Południowa
    - Afryka
- [2] Handel wewnętrzny.

W ostatnich latach handel wewnętrzny w Hiszpanii powoli wzrastał. W dzisiejszych czasach, zajmuje 13,4% produktu krajowego brutto. Na lokalizację handlową wpływa dużo czynników takich jak transport i komunikacja, ziemia i jej cena, istnienie siły roboczej, czynniki środowiskowe i rozwój ekonomiczny regionu. W Hiszpanii istnieją miejsca handlowe o rozległej powierzchni (Toledo, Cuenca), o mniejszej powierzchni – mają wokół siebie więcej regionów handlowych, które zapewniają rozwój (Malaga con Antequera y Ronda), małe, ale zaludnione i ważne (Aviles, Tarragona) i prowincjonalne (León y Ponferrada).
Handel tradycyjny:
- Handel hurtowy – sprzedawanie fabrykom lub innym sklepom produktów, ale nie od razu do końcowych konsumentów

Działalności najważniejsze w tym handlu: jedzenie i picie, tekstylia, ubrania i skóry, artykuły przemysłowe, leki i kosmetyki i perfumy.
Strefy: Cataluńa, Andalucía, Comunidad Valenciana, Madrid, Galicia, Castilla y León.
- Handel detaliczny – sklepy, które sprzedają produkty do końcowych konsumentów

Działalności najważniejsze w tym handlu: jedzenie i picie, tekstylia, ubrania i skóry sprzęt gospodarstwa domowego.
Strefy: Cataluna, Andalucía, Madrid, Comunidad Valenciana, Galicia y Castilla y León.
- Nowe formy handlowe w Hiszpanii:
  - wielkie centra handlowe – kumulują każdy rodzaj produktu w jednym miejscu
  - hipermarkety – dominuje w nich jedzenie i picie, ale także znajdziemy w nich ubrania i inne artykuły, funkcjonują samoobsługowo.
- Jarmarki narodowe – organizuje się je we wszystkich strefach miejskich w Hiszpanii, możemy na nich kupić prawie wszystko– poczynając od mebli i kończąc na elementach konstrukcyjnych; możemy na nich znaleźć wielkie magazyny, supermarkety, sklepy samoobsługowe i galerie handlowe.
- Targowiska i jarmarki lokalne – jest to handel obwoźny różnych produktów na świeżym powietrzu.